# Holopogon siculus
Holopogon siculus là một loài ruồi trong họ Asilidae. Holopogon siculus được Macquart miêu tả năm 1834. Loài này phân bố ở vùng Cổ Bắc giới.